# Sinostega
Sinostega — вимерлий рід ранніх тетраподоморфів з пізнього девону Китаю. Скам'янілість була виявлена в Нінся-Хуейському автономному районі на північному заході Китаю і складається з фрагмента нижньої щелепи довжиною 7 см. Це перший девонський тетраподоморф, знайдений в Азії.